# 阿什莉·特威切尔
阿什莉·格蕾丝·特威切尔（英語：Ashley Grace Twichell，1989年6月16日—）生于纽约州西彻斯特郡，是一名美国女子游泳运动员，主攻中长距离自由泳。她在三岁时，父母将她和家中的其他兄弟姐妹都带到当地的俱乐部去学习游泳。2007年，她进入杜克大学，并开始代表该校校队参加校际比赛。她的丈夫是北卡罗来纳州一座水上中心的CEO，两人于2015年结婚。